# Sharon (Massachusetts)
Sharon – miasto w Stanach Zjednoczonych, w stanie Massachusetts, w hrabstwie Norfolk.